# ナムポー県
ナムポー県（ナムポーけん、ベトナム語：Huyện Nậm Pồ?）は、ベトナム社会主義共和国ディエンビエン省の県。面積は1,498 km²、人口は45,080人（2012年）である。

## 行政区画
15社から構成される。